# Наварро, Педро
Педро Наварро, граф де Оливето (исп. Pedro Navarro, conde de Oliveto; 1460 год, Гарде, Королевство Наварра — 28 августа 1528 года, Неаполь) — испанский наёмник, флотоводец и инженер эпохи Итальянских войн (1494—1559), впервые применивший пороховые мины при взятии крепостей, поколебав многовековую веру в неуязвимость каменно-кирпичных фортификаций. Методы Наварро имели важное значение для последующих войн в Италии.

## Биография и деятельность
Педро Наварро — представитель знатного, но обедневшего семейства наваррского происхождения. На военном поприще особенно выделялся знанием артиллерийского и инженерного дела. Прославился в военных конфликтах Средиземноморья, где сражался, защищая то свои личные интересы, то интересы испанского короля, то французского.
Вначале Наварро служил в испанском войске, участвовал в походах Гонзальва Кордуанского и других видных полководцев (1503—1512). Во время войны за Неаполь (1499—1504) впервые удачно применил пороховые мины: взорвал ими стены двух считавшихся неприступными замков близ Неаполя (Кастель-Нуово и Кастель-дель-Ово), где заперлись французы, и они были взяты штурмом. Вера в неуязвимость крепостей с тех пор значительно ослабла. Участвовал в битве при Чериньоле (28 апреля 1503).
Наварро также принимал участие в завоевании Северной Африки. 23 июля 1508 года испанский отряд под его командованием, направленный Фердинандом II, освободил от пиратов остров Пеньон-де-Велес-де-ла-Гомера, и граф стал первым начальником (alcaide) острова. Оккупация осложнила дипломатические отношения между королём Испании Фердинандом II и его зятем, королём Португалии Мануэлем I. Но уже в Чинтранском договоре 1509 года права Испании на остров были подтверждены.
Впоследствии, по неизвестным причинам, Наварро перешёл во французскую службу, где командовал артиллерией, а иногда и отрядами войск. После неудачной осады Неаполя Лотреком, предводительствуя, во время отступления французов, их главным корпусом, Наварро попал в плен к испанцам, был предан военному суду и казнён (1528).